# John Dobson (Rugbytrainer)
John Dobson (* 1970) ist ein südafrikanischer Rugby-Union-Trainer, derzeit Cheftrainer der Stormers in der United Rugby Championship sowie von Western Province im Currie Cup.

## Karriere

### Spielerkarriere
Als Spieler spielte Dobson als Hakler (Hooker) für Western Province sowie für Amateurvereine in der Western Province Super League wie UCT Ikey Tigers, Villagers und Northerns. Er spielte auch in Italien beim Valpolicella Rugby Club und in Portugal.

### UCT Ikey Tigers / Roma
Er war der Cheftrainer der UCT Ikey Tigers während ihrer ersten drei Spielzeiten im Varsity Cup von 2008 bis 2010. In der ersten Saison 2008 führte er die Mannschaft bis ins Finale, wo sie gegen die Westkap-Rivalen Maties unterlag. Dobson verhalf ihnen 2009 erneut zu den Play-offs, wo sie im Halbfinale mit 17:19 gegen NWU Pukke verloren.
Für die Saison 2009/10 wurde Dobson zum technischen Direktor des italienischen Spitzenvereins Roma in der Top12 ernannt. In der Saison 2010/11 sollte er den neuen italienischen Verein Praetorians Roma in der Celtic League trainieren, doch die Aufnahme in den europäischen Wettbewerb kam nicht zustande. Stattdessen wurde Benetton Treviso aufgenommen. Er kehrte nach Südafrika zurück, um die UCT Ikey Tigers ins Finale des Varsity Cup 2010 zu führen. Es kam zu einer Wiederholung des Endspiels von 2008, die Maties gewannen ihren dritten Titel in Folge.

### Western Province U21 / Vodacom Cup
2010 wurde Dobson zum Trainer der Western Province U21-Mannschaft ernannt und verhalf ihr in seiner ersten Saison zum Gewinn der U21-Provinzmeisterschaft 2010, als sie die Blue Bulls im Finale in Durban mit 43:32 besiegten. Er kehrte als technischer Berater seines früheren Assistenten Kevin Foote für die Varsity-Cup-Kampagne 2011 der UCT Ikey Tigers zurück, die sie zum ersten Mal gewannen und die UP Tuks im Finale mit 26:16 besiegten.
Er übernahm auch die Vodacom-Cup-Mannschaft der Western Province und führte sie 2011 bis ins Viertelfinale, wo sie mit 19:21 gegen die Sharks XV unterlag. In der zweiten Saisonhälfte erreichte seine U21-Mannschaft der Western Province das Halbfinale der U21-Provinzmeisterschaft 2011, wo Dobson jedoch gegen denselben Gegner ausschied, die U21 der Sharks gewann das Spiel mit 19:12.
Unter Dobsons Leitung gewann Western Province 2012 zum ersten und einzigen Mal den Vodacom Cup, als man den fünfmaligen Meister Griquas in Kimberley mit 20:18 besiegte. Dobson erreichte mit der U21-Mannschaft ein weiteres Finale, doch bei der U21-Provinzmeisterschaft 2012 unterlag man den Blue Bulls mit 13:22.
Beim Vodacom Cup 2013 erreichte Western Province erneut die Playoffs, verlor aber im Halbfinale mit 25:44 gegen den späteren Meister Golden Lions. Mehr Erfolg hatte Dobson bei der U21, wo er die U21-Provinzmeisterschaft 2013 gewann und die Blue Bulls U21 mit 30:23 besiegte und damit den zweiten Titel in drei Jahren gewann.
Nach dem Ausscheiden im Viertelfinale des Vodacom Cups 2014 (8:13-Niederlage gegen die Pumas) erreichte die U21 das Finale, konnte ihren Titel jedoch nicht verteidigen und verlor 10:20 gegen Blue Bulls.
Dobson führte Western Province 2015 erneut ins Finale des Vodacom Cups, unterlag dort aber mit 7:24 gegen die Pumas, die ihren ersten Vodacom Cup-Titel gewannen.
Insgesamt führte Dobson die Western Province zwischen 2011 und 2015 fünf Mal in Folge in die Playoffs um den Vodacom Cup und gewann einmal den Titel. Außerdem führte er die U21-Mannschaft von Western Province zwischen 2010 und 2014 fünf Mal in Folge in die Playoffs, wobei er zwei Titel gewann und zwei Mal als Verlierer das Finale verließ.

### Western Province Currie Cup
Im Februar 2015 wurde Dobson zum Cheftrainer von Western Province für die Currie Cup Premier Division 2015 ernannt und löste damit Allister Coetzee ab, der nach Japan ging, um die Kobelco Steelers zu übernehmen. In seiner ersten Saison als Cheftrainer führte er Western Province ins Currie Cup-Finale – die vierte Finalteilnahme in Folge –, das jedoch mit 24:32 gegen die Golden Lions verloren ging.
Im Jahr 2016 belegte Dobsons Western Province den ersten Platz in der Currie-Cup-Qualifikationsserie 2016, wobei sie dreizehn ihrer vierzehn Spiele in diesem Wettbewerb gewannen.

## Privatleben
Neben seiner Trainertätigkeit hat Dobson einen Abschluss in Jura, einen Master in Betriebswirtschaft und einen weiteren in Kreativem Schreiben, den er an der Universität Kapstadt erworben hat. Er ist Gründer der 365 Media Group und der Website Rugby365.com. Er ist Autor und hat bisher zwei Romane veröffentlicht.

## Veröffentlichungen
- Year of the Gherkin, Penguin Books (South Africa), 2012, ISBN 978-0-14-352889-0
- Year of the Turnip, Mercury, 2016, ISBN 978-0-99-219499-4